# 超獣機神ダンクーガ
『超獣機神ダンクーガ』（ちょうじゅうきしんダンクーガ）は、葦プロダクションが製作し、1985年4月5日から1985年12月27日まで、TBS系列（ただし、一部系列局を除く）で全38話が放送されたロボットアニメ。放送開始当初は全52話（4クール）を予定していたが、3クールで打ち切りとなった。以後はOVAでTVシリーズから続く物語が描かれた。その後もスピンオフコミック・続編アニメ作品が各1作ずつ制作されたほか、本作に登場するロボット群とキャラクターおよびストーリーセンテンスがテレビゲーム「スーパーロボット大戦シリーズ」の数作品に導入されている（詳細は本項「#スーパーロボット大戦シリーズにおける扱い」を参照）。

## 概要
ロボットアニメというジャンルが『機動戦士ガンダム』を発端とするリアルロボットに席巻され、そのリアルロボットものの潮流も「一息ついた」時代の作品である。最新鋭兵器を駆使する特殊部隊という獣戦機隊の設定や侵略者に対して民間人がレジスタンス活動を繰り広げるといった面ではリアルロボット系作品の作風を意識しつつも、敵が有機的で不気味な兵器を擁する宇宙（異次元）からの侵略者という点などではリアルロボット以前のスーパーロボット系作品で見られた、「ロボットアニメのお約束」的要素も取り入れられている。
シリーズ構成兼メイン脚本家の藤川桂介は、代表作『六神合体ゴッドマーズ』でも見せた「過酷な戦いの中で展開される愛憎劇」を本作においても基本コンセプトに据えた。その主軸を主人公の忍ではなくヒロイン・沙羅とし、恋仲だったシャピロが野心ゆえに敵の軍門に下り自分の故郷たる地球や恋人だった沙羅を窮地に陥れるというシチュエーションが本作のドラマに他の作品には無いアクセントを付けることとなる。また、獣戦機隊の4人をストーリー上ほぼ同格の位置付けで描くことで、彼らの青春物語を軸に据えた「群像劇」としての側面が強調された点も、ロボットアニメの描写としては斬新な形であった。さらには主人公たちの精神的な成長や戦局の熾烈化に合わせて搭乗する獣戦機の新たなる機能が発現する＝モードチェンジが行えるようになるという設定も、序盤においては回を負う毎に新しいメカアクション描写が展開されるという見せ方に繋がり、こちらも物語を盛り上げることに貢献した。しかし、子供や老人までもが無惨に死んでいく、無慈悲な侵略者との戦争という殺伐とした舞台設定に加えて、沙羅のシャピロに対する「愛しているが故に憎む」という感情は商業展開上のメインターゲットたる低年齢層の男子には理解し難いものだった。そしてロボットアニメでありながら主人公側の人型ロボットが登場するのは第11話で、タイトルにもなっている主役メカ・ダンクーガの初登場に至っては第2クール以後の第16話と非常に遅いなど、ドラマを重視し過ぎた展開も低年齢層の男子の視聴者には受け入れられなかったばかりか不評と顰蹙を買う結果に終わった。
キャラクターデザインは、芦田豊雄率いるスタジオ・ライブの若手アニメーターの中で頭角を現しつつあった数名が「いんどり小屋」のユニット名でデザインを行った。具体的なデザイナー名とその担当キャラクターはスタッフの項を参照のこと。主人公4人のキャラクターデザインには、この時期に流行し出したおしゃれブームの潮流が反映され、アイキャッチに登場する際の4人のファッションや、本編でのプライベートシーンでの彼らの服装はあたかも当時の原宿辺りに多く見られたようなバンダナ、トレーナーなど、当時のお洒落な若者の流行がふんだんに反映され、この点でも、やや年長の視聴者を意識した演出が見られた。一方作画監督はそのほとんどが葦プロ作品で馴染みのあるアニメーターが、完全な定期サイクルではないもののローテーションのような形で務めている。スタジオ・ライブ所属のアニメーターは原画での参加がほとんどで、作監は只野和子が僅かに3回担当したのみだった。
ダンクーガのメカデザインは、板橋克己の手によるデザイン原案を元に、平井寿（現・平井久司）が手掛けている。敵側のメカは平井久司と、当時まだ新人だった大張正己が担当している。
当初は毎週日曜日夕方5時前半で放送予定だったが、当該枠がバラエティー番組の『スターオーディション』へ変更され、アニメ枠の廃枠が決まったため、放送枠が移動となり、関東ローカルでは毎週金曜日夕方5時前半の放送となった。

## あらすじ
20世紀末、侵略者ムゲ・ゾルバドス軍の攻撃により、地球は壊滅的な打撃を受けた。だが、ロス・イゴール長官と葉月博士が密かにイーグルファイターら4体の「獣戦機」を完成、藤原忍ら4人を招集し「獣戦機隊」を編成。これに対抗する。

## 登場人物

### 獣戦機隊
対ムゲ帝国のためにイゴール将軍によって結成された、最新鋭兵器・獣戦機を擁して「野生」的な戦法を駆使する独立部隊。その本部となる獣戦基地は日本に置かれているが特定の作戦管区は持たず、世界各地の戦線からの支援要請や、民間人のゲリラ活動が苦戦する地域の情報を受けるとそこへ出撃する。作戦は指揮官であるイゴール将軍から遂行地点や最低限の条件、遂行すべき目的のみが示され、具体的な作戦内容については忍ら4人の自主的な判断に任されることが多かった。忍の命令違反的行動によって街が崩壊してしまうなど、任務失敗のケースが見られるが、帝国の撃退率はその野生さから極めて高い。シャピロとヘルマットの計略によって、獣戦基地の位置を暴かれて襲来に遭った際にイゴール将軍が戦死し、以後は対ムゲ帝国戦から再生ムゲ戦までを葉月博士が、対ディラド戦ではドイル長官が後任を務めた。
藤原 忍（）
声 - 矢尾一樹
出身地：日本・長野県木曽 / 生年月日：1967年6月8日 / 星座：双子座 / 身長：183センチメートル / 体重：68キログラム / 血液型：A型 / 特技：戦闘機操縦 / 苦手なもの：オヤジ / 趣味：ハンググライダー
主人公で獣戦機隊のリーダー。イーグルファイターのパイロット。ダンクーガのメインパイロットも務める。本人曰く軍に入った理由は「失恋」「青春の挫折」「親父への反発」で最大の理由はハングライダーの感動から生じての「空が飛びたかった」と述べている。獣戦機隊配属まではオーストラリア宇宙軍士官学校の生徒だった。「やってやるぜ!!」が口癖。
短気・粗暴・自己中心的・身勝手を絵に描いた性格で、上官にタメ口を叩く上に自分へ頭ごなしの命令や説教をする者に反論して容赦なく殴りかかるなど、生意気かつ自惚れも非常に強い。命令違反や独断専行も多く、協調性にやや欠ける面や反抗的な性格から言って、軍人であること自体が不思議なほどの問題児だが、その態度と自信に比例して戦闘機の操縦技術と射撃に優れ、野生の力も部隊の中で一番強い。荒っぽい性格とは裏腹に戦局を冷静に見極める判断力も持っており、義侠心も強く、それゆえの優しさも持つ。
命令違反を頻繁に起こすため、長官のイゴールからは度々怒鳴られる。また、余計な一言で言い返すために鉄拳による修正まで受けた。殴られる度、イゴールのことを日々恨んでいる様子が見られたが、陰ではイゴールのことを自身の父であるかのように尊敬していた。その証拠に獣戦基地襲来でイゴールとローラが基地に残されていた際、援護に来た黒騎士（アラン）に「お前の親父じゃない、俺たちの親父を助けてくれ」と頼んでいる。
劇中ではよく色んな人間たちに喧嘩をふっかけていたが、天才（シャピロ）や拳法の達人（亮）、ゲリラ、サイボーグ（木下）と、相手は人並み外れた人物ばかりゆえに返り討ちに遭っていた。しかし、『白熱の終章』序盤で自身に絡んできた不良集団を一掃しており、カセット文庫においても絡んできた不良たちを叩きのめす描写が描かれた。
ムゲ帝国との戦いの後を描いた『GOD BLESS』ではバンドを始める。『白熱の終章』では平和な日々に退屈しており、賭けレーサーで生計を立てていた。獣戦機隊への再入隊の情報を与えに来た沙羅からも呆れられていたが、その際に彼女の言った何気ない一言から吹っ切れてディラドとの戦いに挑むことを決意する。『獣機神曲』ではニューヨークで気ままな一人暮らしをしていた。
『GOD BLESS』終盤のセッション曲「残酷な童話」では雅人と共にツインギターを担当。
結城 沙羅（）
声 - 山本百合子
出身地：日本・静岡県伊豆 / 生年月日：1967年7月7日 / 身長：172センチメートル / 体重：59キログラム / 3サイズ：83・58・52 / 血液型：AB型 / 好きな食べ物：魚ならなんでも / 特技：水泳 / 趣味：音楽鑑賞 / 好きな言葉：真実 / 嫌いなもの：権力だけをほしがる男
獣戦機隊の紅一点。ランドクーガーのパイロット。メッシュを入れた赤い髪と、吊りあがった大きな目が特徴。忍同様に獣戦機隊配属まではオーストラリア宇宙軍士官学校生徒で、同じ士官学校生徒たちのアイドル的存在だったが、教官のシャピロと秘密裏に交際していた。
性格は辛口で短気。男勝りで気も強く、理屈が通らない相手には平手打ちを見舞う場面もたびたび見られた。並みの男相手であれば対等にやり合えるほど腕っ節も強い。その反面、料理が得意で、子供や弱いものが戦いの中で犠牲になると涙するなど性根は心優しく、年齢相応の少女らしさを垣間見せる。
恋人のシャピロの前では女性らしい面を見せており、「ハーモニーラヴ」もシャピロから教わった。ムげ帝国の来襲時、地球を捨てて侵略者に与しようとするシャピロの野心に加担しようとしていたが、忍に止められたことでシャピロとは敵味方に分かれて戦いを繰り広げていき、最終的には自らの手でシャピロを葬る。
忍とは憎まれ口を叩き合うほどに衝突ばかりしていたが、次第に信頼を深めていき、互いに恋心を抱くようになった。
ムゲ帝国との戦いの後を描いた『GOD BLESS』ではファッションモデルとして活動。『白熱の終章』ではデザイナーになっていった。『獣機神曲』ではデザイナー業の傍らで非合法のエージェントの副業を持っていた。
『GOD BLESS』終盤のセッション曲ではボーカル兼ピアノを担当。
式部 雅人（）
声 - 中原茂、菊池正美（『GOD BLESS』の子供時代）
出身地：日本・岩手県 / 生年月日：1969年8月10日 / 身長：175センチメートル / 体重：62キログラム / 血液型：B型 / 好きな食べ物：ハンバーガー、フルーツパフェ、コーラ / 特技：スポーツ全般（特に野球） / 苦手なもの：イゴール将軍、女の子の涙 / 趣味：ガールハント
獣戦機隊の最年少で、士官学校では忍・沙羅より1期後輩。容貌はやや童顔。ランドライガーのパイロット。実家は世界屈指の軍需産業・式部重工を経営する財閥だが、父・雅男に反発して軍に入隊した。雅男からは士官学校時代から「軍を辞めて財閥を継げ」という勧告をされていた。スポーツ万能で、特に野球が得意。
陽気でスケベな性格だが、亮曰く「子供たちにとってのピーターパン的な存在」で、子供から好かれる素質がある。女好きで、あらゆる女性を口説いたりしているが、ローラが本命である。軍人でありつつも年齢の幼さ故に多少弱気で臆病な一面をうかがわせる場面が度々見受けられた。一方、戦闘中も常に軽口を叩き、調子に乗って小さなピンチを招くこともあった。
早撃ちの技量が高く、ランドライガーに乗っての実戦での撃ち逃しも少ない（このことは彼自身の自慢でもある）。バイクのテクニックは運転経験の豊富な忍を追い詰めるほど。
ムゲ帝国との戦いの後を描いた『GOD BLESS』ではグザードの襲来で父親を失う。『白熱の終章』では父の遺志に従い財閥を継ぐが、遊びも忘れずにいる。マルテの胞子を浴びかけたことから共に瞬間冷却されてしまい、最終決戦には参加できなかった。『獣機神曲』ではディラドとの戦争終結後に元に戻り、式部重工の若きオーナーとして巨大軍需産業を切り回している姿が描かれた。
『GOD BLESS』終盤のセッション曲では忍とツインギターを担当。
司馬 亮（）
声 - 塩沢兼人
出身地：日本・九州 / 生年月日：1966年11月2日 / 身長：188センチメートル / 体重：76キログラム / 血液型：O型 / 好きな食べ物：豆腐、玉子 / 特技：中国拳法 / 趣味：東洋思想研究 / 苦手なもの：女の子の集団 / 好きな言葉：無心
獣戦機隊の最年長者で、忍と沙羅より士官学校では1期上級生。メンバーで最も長身、長髪の頭には常にバンダナを巻いている。ビッグモスのパイロット。九州出身だが少年時代は中国で過ごした。
頭脳明晰で常に冷静沈着。その冷静さと実力から仲間の信頼を得ている反面、不幸な生い立ちや孤児院育ちのためか屈折した面も見られ、斜に構えることが多く、協調性を欠くところもあった。その性格故に忍との衝突もたびたび起こしたが、基本的にはその考え方や助言は的確であり、冷静さに欠ける獣戦機隊に必要な参謀役。忍と沙羅がコンビを組むことが多かったことから自身は雅人とのコンビを組むことが多く、雅人を抑止することも多かった。
拳法の達人で、時折一人どこかへ山籠りの修行に出かけてしまう。ヒューマロイド変形を覚えてからは、獣戦機に乗っている時も格闘戦が多い。ダンクーガ合体後も格闘の際は忍から操縦を移譲されることが多く、その際には亮の姿がフラッシュバックされる。
獣戦機隊への加入時は白い薔薇を口に咥えるという気障な面を見せ、初出撃の際は「スリルがあった方が面白い」という独自の思考で敢えてビッグモスのマニュアルを読まずに敵陣に乗り込んだ。
ムゲ帝国との戦いの後を描いた『GOD BLESS』では教官を務め、テレビシリーズで出会った少女・ダニエラと結婚。『白熱の終章』ではダニエラと山奥で生活している光景も描かれた。『獣機神曲』ではメキシコに住んでおり、同作の実質的な主役も務めている。
『GOD BLESS』終盤のセッション曲ではドラムを担当。
ロス・イゴール
声 - 池田勝
獣戦機隊を指揮する将軍。忍たちの兵士としての成長を考えてあえて作戦に条件を課したり、作戦遂行のために情を切り捨てて冷徹な命令を下したりもする根っからの軍人。厳しい性格で、命令違反には鉄拳による修正を繰り返し、特に重大な命令違反では関わった者全員を営巣入りに処するなど規律を重んじる。叱責や鉄拳制裁をたびたび受けていた忍からは悪態を吐かれるなど憎まれてもいたが、それも甘んじて受け入れる度量の広さを持っていた。
実態が判然としない黒騎士隊との共闘は頑として認めないなど柔軟性に欠ける部分があったが、実は黒騎士が実子のアランであることには薄々感づいており、先述の判断も自分の下を離れていった息子への複雑な感情故のものだったことを覗かせるなど、厳しさの裏に優しさや脆さを持つ人物。忍たち新入りを我が子のように想っており、ローラのことも孫のように可愛がっている。そして忍らもイゴールを頑固な“父親”として尊敬し、ローラも彼を「おじいちゃん」と呼んで慕っていた。
獣戦基地が総攻撃を受けた際、ムゲ兵の銃撃からローラを庇って命を落とす。アランとは長い間確執があったが、死の間際に和解した。
葉月 考太郎（）
声 - 石丸博也
獣戦機を開発した科学者。感情をあまり表に出さないため沈着冷静な人物と思われがちだが、『獣機神曲』によると、そのイメージが一人歩きしているのを内心苦々しく思っているようである。当初は反抗的な忍をはじめとする、大局を見ない非合理的な行動が多い上に命令も無視しがちな獣戦機隊のメンバーには手を焼いていたが、物語が進むにつれてイゴール同様に強い信頼関係が築かれていった。忍たちが度重なる出撃で疲弊の一途にあった際には、イゴールに出撃をさせない様申し出るなど、気遣いを見せている。
イゴールの戦死後は獣戦機隊の長官の座を引き継ぎ、自らガンドールを駆って戦った。ムゲ帝国戦の後も引き続き獣戦機隊長官の任に就き、身寄りのないローラを引き取って養育していた。ムゲの亡霊との戦いを終えた後は長官の座をドイルに譲って副長官となり、ディラドとの戦いに臨んだ。『獣機神曲』では地球復興院の総裁に就任していた。
直属の部隊として女性兵士で構成されたシーキャット部隊を保有している。
ローラ・サリバン
声 - 藤原理恵 / 笠原弘子（『GOD BLESS』）
出身地：アメリカ / 生年月日：1973年3月10日 / 身長：142センチメートル / 体重：31キログラム / 好きな食べ物：ホットケーキ / 特技：歌をうたうこと / 趣味：花の栽培
忍が戦場で助けた少女。忍を頼って日本の獣戦基地へ来た（第9話）。雅人が気に入っている。
かつて「神の洞窟」と呼ばれる場所でシャピロに会っており、その際にシャピロから教わった「ハーモニーラヴ」をよく歌っている。しかしシャピロのことは「知らないお兄さん」としか認識しておらず、その名前も沙羅の恋人だったことも知らない。そのため、意図せずに沙羅の心を乱すこともあった。犬のベッキーを溺愛している。
担当声優の藤原理恵はTV版のオープニング主題歌を担当。OVA『GOD BLESS DANCOUGA』では、音楽関係の発売元がEPIC・ソニー（現：ソニー・ミュージックレーベルズ・エピックレコードジャパンレーベル）からキングレコードへ変更されたこともあり、EPIC所属の藤原理恵から笠原弘子へと変更された。

ゲラール
声 - 玄田哲章
地球連合軍輸送部隊の隊長。現場から叩き上げたノンキャリア系の下士官で、士官学校出のエリートである忍たちにはコンプレックスを抱いていた。一方で、その親分肌で義侠心に厚い性格から、忍からは「ゲラールの兄貴」と呼ばれ親しまれている。ムゲ帝国との戦いで獣戦機隊の合体のために時間稼ぎとして敵軍へ突撃して戦死。彼の死は獣戦機隊をダンクーガへ合体させるきっかけになった。
クリス
声 - 小滝進、塩屋浩三、堀川亮（『GOD BLESS』）
輸送部隊の一員である金髪の青年。ゲラールが特攻する直前彼から帽子を譲り受け、輸送部隊隊長を務めた。
スライ・ダンパー
声 - 佐々木望
『GOD BLESS』から登場。獣戦機隊の訓練生で、金髪に青のメッシュが混じった少年。
本編当初の忍に似ていて生意気で自惚れな性格。訓練で自身の努力を教官である亮に認めてもらいたかった模様だが、「出動タイムが遅い」と酷評される。亮の次回の訓練の命令に対し態度の悪さを露にしたため、殴られた。なお、このシーンへと繋がる物語冒頭での訓練シーンではイーグルファイターのシミュレーターに搭乗していた。
序盤でとった生意気な態度とは裏腹に、実戦で忍たち先輩の出撃の際、行動力に優れた一面を見せた。
リンダ 麻生（）
声 - 鷹森淑乃
『GOD BLESS』から登場。獣戦機隊訓練生の中でも数少ない女性兵。訓練のシーンではランドクーガーのシミュレーターに搭乗。
任務で父親を失った雅人を心配している様子が見られた。亮たちが20秒で出撃したという過去をデマだと思い込んでいたが、実戦で亮たち先輩が言った通りの短時間で出撃したことに驚いていた。
ケイ・ベックリン
声 - 小林通孝
『GOD BLESS』から登場。獣戦機隊訓練生の一人で長身の少年。顔つきや輪郭が亮に似ているが、性格は全く別でまだ無邪気な面も。訓練ではビッグモスのシミュレーターに搭乗していた。
早瀬 優（）
声 - 菊池正美
『GOD BLESS』から獣戦機隊に入隊した少女顔の小柄な少年。ケイと仲が良い。訓練ではランドライガーのシミュレーターに搭乗していた。
ドイル
声 - 筈見純
『白熱の終章』から葉月に代わって獣戦機隊の指揮を務めた作中第三の長官。
イゴール以上の厳しさを誇るが、忍たち隊員のことを信頼していて、義に厚い性格。過去の戦いで片目を失っている。最後は獣戦機隊の勝利のためにディラド基地に突入して核を狙ったが、触手に襲われ命を落とす。

### 黒騎士隊
主に獣戦機隊の危機を救うために結成されたゲリラチーム。獣戦基地襲来後はアランが亡き父の遺志を継ぐべく獣戦機隊と共に行動する。月で敵基地破壊作戦を実行した際にアランが戦死し、解散状態になる。ムゲ帝国との戦いが終わって一年後、『GOD BLESS』でアランの元恋人だった敷島麗美が副隊長だったフランシスを頼りに「バンデッツ」（盗賊の意）を結成。収容所の罠にかかった獣戦機隊を救うために警備隊と銃撃戦になり、全滅する。
アラン・イゴール
声 - 田中秀幸
出身地：ヨーロッパ中部 / 生年月日：1965年9月21日 / 身長：184センチメートル / 体重：72キログラム / 好きな食べ物：ソーセージ / 特技：空中格闘戦 / 趣味：読書
黒騎士隊の隊長であり、イゴール長官の息子。ブラックウイングのパイロット。
元は正規の軍人だったが、父のやり方に反し（幼い頃に父のやり方が原因で母が死んだことが示唆されている）情報戦を得意としたゲリラ組織「黒騎士隊」を結成。獣戦機隊のピンチを救うためならどこからともなく現れ必ず救い出し、名前も正体も不明だったが、ムゲ帝国の獣戦基地襲来の際に致命傷を負った父・イゴールとの再会からヘルメットを外し、長い執念の和解を果たした。
獣戦機隊襲来の後は父の遺志を継ぐために忍たち獣戦機隊と共に行動するようになる。月の戦いで敵基地破壊作戦を成功させるため、ヘルマット旗艦に特攻を行い戦死する。
どういう因果か、戦死した後の続編『GOD BLESS』終盤の亮の結婚式において詳細不明の参列を果たしていた。
フランシス
声 - 小滝進（『GOD BLESS』では大滝進矢に改名）
黒騎士隊の副隊長。テレビシリーズではアランの死後、音沙汰なしのまま登場が終わったが、『GOD BLESS』では麗美によって結成されたゲリラチーム「バンデッツ」とチーム名を変え、かつての黒騎士隊を率いて密かに進められていたムゲの亡霊の陰謀を追っていた。
偽りの収容所に捕らえられた獣戦機隊を救うために警備隊との銃撃戦で手榴弾を使い己の肉体もろとも警備隊長の藤岡とお互い命を落としたはずだが、終盤の亮の結婚式に過去に戦死したアランたちや敵だった藤岡と共に詳細不明の参列をしていた。
速水（）
声 - 幹本雄之
黒騎士隊のメンバー。『GOD BLESS』にて収容所に捕らえられた獣戦機隊を脱獄、バンデッツとの合流へ導いた眉無しの男。偽連合部隊に見つかった際、忍たちを逃がすため時間稼ぎをするが偽装した連合部隊の警備隊長・藤岡に射殺されたが、彼もフランシス同様、亮の結婚式に参列している。
シド
バンデッツのメンバー。紫色をした長髪の美男子。高度のバイクテクニックを持つ。連合部隊との銃撃戦で戦死。
ハシモト
バンデッツのメンバー。小太りでバンダナを巻いている。連合部隊との銃撃戦で戦死。
マシュー
バンデッツのメンバー。スキンヘッドで筋骨隆々の巨漢。連合部隊との銃撃戦で戦死。
マキシム
バンデッツのメンバー。サングラスをした黒人の巨漢。連合部隊との銃撃戦で戦死。
敷島 麗美（）
声 - 榊原良子
バンデッツのリーダーでアランの元恋人。経営しているバーの辺りをうろついていた忍を見つけ、知り合う。連合軍の不正とムゲ・ゾルバドスの復活・暗躍のつながりを悟り、フランシスを頼りに「バンデッツ」を結成。葉月長官と連絡を取りつつ裏を探り続けていた。「あたしにとって年下はみんな坊やなの」と言い切る大人の女性。要領、気立ての良さを誇る美人で、作中では忍たちを救うための手段として異常な計算力の高さを見せた。

### ムゲ帝国
ムゲ・ゾルバドス帝王
声 - 仲村秀生 / 稲田徹（スーパーロボット大戦シリーズ）
ムゲ・ゾルバドス帝国の帝王。異空間から突如出現し、地球を狙う。身長3.8メートル。
悪意に満ちているが、作戦に失敗した部下に対して休養と2度目のチャンスを与えたり、逃げ帰ってきた者へも「私の信頼する者が敗れたのならば仕方がない」と嫌味を言わずあっさり肯定するなど度量が大きく、仲間に対しての信頼も持ち合わせている。
最終決戦でダンクーガと戦い窮地に追い詰めたが、野生の力を最大限にまで発揮した忍たちの投擲する断空剣に貫かれる。
『GOD BLESS』にて亡霊と化して復活。ダンクーガへの復讐に燃えるが、あえなく敗退。
デスガイヤー将軍
声 - 屋良有作
ムゲ帝国軍3将軍の一人。身長2メートル。ムゲ帝王とは帝国を建国する以前から幾多の戦場を駆け抜けた戦友であり、他の将軍たちと比べてムゲ帝王の信任が厚い。ダンクーガとの直接対決に敗れて前線を離れたが、『失われた者たちへの鎮魂歌』でムゲの宇宙に突入したダンクーガに再び戦いを挑む。当初は「デスグローム」に搭乗していたが、ダンクーガとの初戦で破壊され、後に「ザンガイオー」に搭乗する。
ギルドローム将軍
声 - 佐藤正治
ムゲ帝国軍3将軍の一人。身長2.2メートル。人の心を突く戦法を得意とする。感情をあらわにすると頭部の模様が光る体質。シャピロの企みにより一時は前線から撤退させられるが、後にシャピロの救援と称し再び戦場に赴く。だがそれはシャピロに復讐するためのものだった。「ギルバウアー」に搭乗する。
ヘルマット将軍
声 - 二又一成
ムゲ帝国軍3将軍の一人。身長2.5メートル。獣戦基地の所在地を突き止めて総攻撃をかけ壊滅させた。シャピロ、ルーナが一目おく存在だがアランの決死の突撃により戦艦ごと消滅する。他の2人の将軍と違い、ロボットに搭乗して戦うことはなかった。格闘戦のデスガイヤー、頭脳戦のギルドロームに比べ、空中よりの物量作戦で行動するタイプ。
シャピロ・キーツ
声 - 若本規夫
出身地：アメリカ / 生年月日：1965年6月15日 / 身長：186センチメートル / 体重：70キログラム / 血液型：A型 / 特技：局地向戦術指導  / 趣味：音楽鑑賞
忍たちの教官であり、沙羅の恋人だった男。かねてより異星からの侵略者が現れる可能性とそれに対抗する手段を訴えていたが相手にされず、地球人に絶望していた折にムゲ帝国が現れたことから、地球を見捨ててムゲに仕えることになる。しかし、本心ではムゲをも手中に収め、やがては宇宙のすべてを支配するという壮大な野望を抱いていた。参謀としては極めて優秀だが、自信家で尊大な性格のため、何かにつけて3将軍と衝突していた。機嫌が悪いと、右肩を小刻みに震わせる癖がある。
最終決戦で前線基地に置き去りにされ、専用ロボットのデザイアに搭乗してダンクーガに挑むも敗れて脱出。ムゲ帝国から切り捨てられて錯乱していたところを沙羅に撃たれた。
後にディラドの手で記憶を失いながらも甦り、再びダンクーガへの敵意を燃やすことになるが、あくまでダンクーガを倒すことだけが目的で女王ディオレへの忠誠心は皆無だったことを見抜かれ致命傷を負わされる。その後、獣戦機隊に匿われ忍たちと同じ「野性の力」を頼りにランドライガーに搭乗。最終決戦で獣戦機隊に貢献したが、ディラドとの戦いに勝利を収めたその時には既に息絶えていた。
尊敬する人物はナポレオン・ボナパルト。
ルーナ・ロッサ
声 - 島津冴子
ムゲ帝国軍の女性参謀。身長170センチメートル。地球人であるシャピロを監視する役割も負っていた。常にシャピロに寄り添い、シャピロの沙羅に対する想い入れが残るか否かを気にするなど、異性としてシャピロを意識するような描写も見られた。が、結局シャピロの利用価値を重視して異性と見ていたようで、ストーリーの終幕近くにおいて、追い詰められたシャピロを見捨て、戦線を離脱する。ムゲ帝国本国への帰還途中にダンクーガにはじかれ死亡する。
ビストール
声 - 戸谷公次
デスガイヤーの部下で作戦参謀。武闘派のデスガイヤーの下では重用されず、デスガイヤーが前線を離れてからはギルドロームの下につくが、シャピロに裏切られ、ギルドロームに処刑される。

### ディラド
ディオレ
声 - 山田栄子
『白熱の終章』から登場。地球制圧を目論む植物惑星「ディラド」の女王。
部下に自身の力を与えて覚醒させ、かつて戦死したシャピロもその力に魅せられ甦ったが、シャピロが独自で行動する腹心を見抜いており、致命傷を負わせ見捨てた。
最後は全ての部下を失い、ダンクーガの断空光牙剣によって絶命する。
アベル
声 - 山寺宏一
『白熱の終章』から登場。ディオレ直属の部下。プライドの高い人物で、シャピロを毛嫌いしている。
OVA3話にて無残な死を遂げる。
ケイム
声 - 堀川亮
『白熱の終章』から登場。ディオレ直属の部下。穏やかな性格でシャピロに対して同性愛的な感情を持っていた。
OVA最終話にてディラド特性の覚醒を果たしてダンクーガと戦い敗れる。その死に至るまでランドライガーにシャピロが搭乗していたことを知らずに生命に終わりを遂げた。

### その他
ダニエラ
声 - あきやまるな
ゲリラに襲われ負傷した亮を匿った少女。テレビ版では1話のみのゲストキャラクターだったが、『失われた者たちへの鎮魂歌』エンディングでは亮とのツーショットのイラストがあり、『GOD BLESS』のラストで亮と結婚する。
結城 タケル（） / 結城 アリサ（）
声 - 藤城裕士（タケル） / さとうあい（アリサ）
沙羅の両親。父・タケルは飲んだくれだが、素手でムゲ帝国兵士を倒すほどの豪腕の持ち主。後に宇宙に最終決戦へ向かわんとする沙羅を妻・アリサと共に見送った。
式部 雅男（）
声 - 徳丸完
雅人の父。雅人が獣戦機隊に入っていることをよく思っていないため、雅人と衝突することもあった。『GOD BLESS』でグザード襲来の際に自身の危険を悟りつつ死亡する。
テッド・カイゲル
声 - 宮内幸平
宇宙士官学校の寮長を務める老人。通称「ドン」。雅人が尊敬する人物であり、士官学校の生徒たちからの人望も厚かった人物。デスガイヤーの襲来の中、卒業式も済ませぬまま戦いの日々に突入してしまった獣戦機隊のメンバーに対し、卒業証書を渡し彼らを守るために犠牲となり自ら基地を爆発させ死亡。彼の死は4人を一歩成長させることとなった。
道那賀 小百合（）
声 - 荘真由美
『GOD BLESS』に登場する沙羅の士官学校時代の友人。性格は内気で気が弱い。機械に対しては天才的な頭脳を持っていたため、ムゲの亡霊に乗っ取られ、ムゲ・ゾルバドスそのものを甦らせてしまった。その後、獣戦機を取り戻した忍たちによってムゲは壊滅。彼女は無事救われた。
マルテ
声 - 原えりこ（ACT2まで「光野栄里」名義）
『白熱の終章』にて雅人が知り合った少女。その正体はディラドから逃げ延びてきた異星人であり、雅人とはお互い惹かれあっていたもののFBI捜査官によってその命を狙われる。雅人を頼りに逃げていたもののディラド特性の触手を繰り出し、雅人と共に生命停止状態となってしまう。小説『獣機神曲』では雅人の復活後、彼女は既に息絶えていた描写が挿入されている。

## メカニック

### 獣戦機
葉月博士が設計した4機の超兵器。それぞれの機体が通常兵器型のノーマルモード、獣型のアグレッシブモード（ビーストモードとも呼ばれる）人型のヒューマロイドモードの三つの形態を持ち、さらに合体してダンクーガになる。操縦者の精神エネルギーに感応することで通常兵器をはるかに超える戦力となるが、その反面、操縦者への負担が大きいため、並外れた精神力の持ち主でなければ使いこなせない。忍たちでさえ、合体が可能になるまでには数ヶ月を要している。イーグルファイター以外の3機はスイッチを押すことでアグレッシブモードに変形する。当初はヒューマロイドモードへの変形機能や合体機能は伏せられており、話が進むにつれて明らかになっていった。イーグルファイター以外は単独での飛行機能を有していない陸戦仕様であり、この3台の長距離移動に際しては、常に輸送機が利用されていた。
なお、ヘルメットのバイザーの色は通常は青だが、アグレッシブモード時は赤、ヒューマロイドモード時は緑、合体時は黄色へと変化する。
各機体の変形シーンバンク作画については、イーグルは羽原、他の3体は大張が担当（ダンクーガ、ガンドールの変形バンクは伊藤浩二）。
※各機の名称やモードの呼称は、劇中では統一されていないこともあった。ここでは現在一般的に使用されている呼称で統一する。
イーグルファイター（AGT-1）
忍が操縦する、鷲を模した戦闘機。忍が着任の際に乗りつけた戦闘機を改造して造られた。アグレッシブモードは変形するのではなく、機体が青いバリアに包まれ、これを利用した突撃で敵を粉砕する。他の3機とは違い忍の精神エネルギーに感応して、ノーマルモードからアグレッシブモードへ自動的に切り替わる。ヒューマロイドモード時はビームガンを使用。合体時はダンクーガの頭部を形成する。
ランドクーガー（AGT-2）
沙羅が操縦する中型戦車。アグレッシブモードは豹型で、俊敏な動きで敵を翻弄する。ヒューマロイドモード時はブラスターガンを使用。合体時はダンクーガの左足を形成する。
ランドライガー（AGT-3）
雅人が操縦する中型戦車。アグレッシブモードはライオン型で、クーガーより装甲が厚い。ヒューマロイドモード時はクーガー同様ブラスターガンを使用。合体時はダンクーガの右足を形成する。『白熱の終章』では冷凍状態の雅人に代わり、彼の精神エナジーと同調させたユニットが組み込まれるが、それが破損した後は、シャピロが搭乗した。戦いが終わった後、息を引き取ったシャピロを宇宙葬するための棺桶として、ダンクーガから切り離された。
ビッグモス（AGT-4）
亮が操縦する重戦車。他の機体に比べてはるかに大型で、兵員輸送能力も有している。そのため、コクピットは他の3機のものの何倍もの広さを有する。アグレッシブモードはマンモス型で、鼻と牙、そしてその重量を活かして戦う。ヒューマロイドモードではビームランチャーを使用するほか、脳波操縦システムを使用し、主に亮が得意とする拳法をトレースすることで戦う。合体時はヒューマロイドモード時の胴体・両腕・両脚がそのまま、ダンクーガの胴体・両腕・両脚と、ほぼ全身を形成する。

### ダンクーガ
4機の獣戦機が合体して完成する巨大ロボット。獣戦基地において合体システム「THX1138」のロックを解除、イーグルファイターのメインコンピュータにキーワード「DANCOUGA」を入力することでシステムが起動し（キーワードは獣戦基地のコンピュータから転送することも可能）、それに従って自動的に合体する。合体の際には各機体ともバリアによって保護され、一切のコントロールが効かなくなる。そのため、システムが初めて起動した時は、事情を知らない亮に回線を切られてシステムを強制終了されてしまった。メインパイロットは忍だが、必要に応じて他のパイロットのコクピットに操縦系統を委譲することも可能。なお、合体による操縦者への負担は獣戦機単体の時以上に大きいため、出撃が続いた際には、葉月博士がイゴールに「これ以上続けての出撃は危険だ」と進言したこともある。
初登場は第16話。その後も毎回登場するわけではなかった。TVシリーズでは、「ダイガン」を武器として使用したほかは、専ら殴る、蹴るの攻撃がメインだった。はじめは飛行できず、新規に開発されたブースターユニットと合体することで飛行可能になった。
なお合体後は自在に分離・再合体が可能で囮のためイーグルファイターとビッグモスのみで合体、他2機を別行動させる場面やイーグルファイターのみ分離、ミサイル攻撃を行った後再合体する描写もある。
『GOD BLESS DANCOUGA』以降は強化改造型として登場。ウイングとスラスターがビッグモスの背部に常時装備され、必要に応じて展開することが可能になっている。これにより、ブースターユニット無しでの飛行が可能になった。なお、ビッグモス単体で飛行したことは無い。さらに全身の砲門を正面に向けられるようになり、通称「断空砲」が使用可能になっている。
ダンクーガは漢字で「断空我」と書く。その名前には「我を空にして煩悩を断つ」という意味がある。
合体シーンでのダンクーガはデザイン画に比較的忠実に描かれているものの、他のシーンでは作画の段階でプロポーションが調整され、デザイン画よりも整ったスタイルになった。大張は『超獣機神ダンクーガ 完全設定資料集』で「スーツアクターが演じているイメージ」とコメントしている。また、アップになると精密なディテールが描きこまれることが多かった。ブースターユニットと合体した状態は、デザインの時点で肩の形状などが当初のものから変更されている。その後『GOD BLESS DANCOUGA』『白熱の終章』と、2度にわたってデザイナーが交代し、それと同時にデザインも新たに描き起こされている。
本編に登場しなかった形態として、ブラックウイングがブースター部となったファイナルダンクーガが存在する（後述）。

#### 武装
ダイガン
獣戦機がヒューマロイドモードで使用する銃を合体させたライフル。TVシリーズで使用。最初から手にして出撃することもあるが、輸送機から投下される際は空中で自動的に合体する。「ダイガン」という名称は、本作企画時の仮タイトルが転じたもの。
ブースターユニット
飛行不可能だったダンクーガに飛行能力を与えるための追加装備。単独で飛行する際は後退翼だが、ダンクーガに合体すると前進翼になる。大気圏外でも使用可能。2門のビームランチャーを備えている。
鉄拳
ダンクーガの基本攻撃。デスガイヤーの操るデスグロームの頭を貫くほどの威力を発揮した。
断空剣
ガンドール砲のレーザーを小型化した武器。通常は柄のみの状態でダンクーガ本体に収納されているが、使用時には柄が展開し、そこから発せられるビームが刀身を形成する。『失われた者たちへの鎮魂歌』で初使用、以後ダンクーガのメイン武器となる。
決め台詞は「心にて悪しき空間を断つ」。
断空光牙剣
『GOD BLESS DANCOUGA』でのみ使用。後方から放たれるガンドール砲を断空剣に受けてエネルギーを充填し、目標に向かって放つ技。その性質上、フォーメーションD-III（目標とダンクーガとガンドールが一直線上に並ぶこと）の状態でしか使えない。『第3次スーパーロボット大戦α 終焉の銀河へ』では後述のファイナルダンクーガが使用する「ファイナル断空光牙剣」が登場した。さらに『第2次スーパーロボット大戦Z 再世篇』では、ガンドール砲の代わりにファイナル断空砲を使用してエネルギーを充填しているという演出がある。なおスーパーロボット大戦シリーズでは、ガンドール砲からエネルギーを得ているという設定はうやむやになっていることが多く、ガンドールが登場しない作品でも使われている。
また、『白熱の終章』では、ダンクーガ単体で青色の刀身の断空光牙剣によく似た攻撃を行っている。
決め台詞は「愛の心にて悪しき空間を断つ」。
断空砲
4連装パルスレーザー、背部大口径砲および4連装砲、2連装ミサイルポッドによる一斉発射の通称。背面に装備されているビッグモスの主砲も正面に向ける必要があるため、ブースターユニットを装備した状態では使用できないことになる。劇中では初使用の時点でダンクーガが内蔵式ウイングを搭載した強化改造型になっており、ブースターユニットが不要になっているため、断空砲の使用に支障があるような描写は無いが、スーパーロボット大戦シリーズではブースターユニットを装備したダンクーガが使用することもある。なお、スーパーロボット大戦シリーズでは断空砲とは背部大口径砲からのみの射撃の名称、本来の一斉発射は断空砲フォーメーションという名称になっている。4連装パルスレーザー以外の背部大口径砲や4連装砲、2連装ミサイルポッドは実弾砲なのだが、全ての火器からビームを発射しているような描写になっている。『第3次スーパーロボット大戦α 終焉の銀河へ』では「ファイナル断空砲」が登場した。こちらはブラックウイングの頭部が割れて現れる発射口からエネルギーを発射する。

### 戦艦
ガンドール
29話から登場した基地戦艦。最終的にムゲの拠点を攻略することを前提に開発されたが、技術的な限界から動力炉が長期間の稼働に耐えられない。葉月博士は「龍の命（動力炉の稼働限界）は180日と3日」と語っている。ムゲの拠点が判明しなかったため、獣戦機隊にもその存在を知らされないまま獣戦基地の地下ドックで眠り続けていた。建造中のコードネームは「竜」。しかし獣戦基地が総攻撃を受けたため、欠陥を抱えたまま出撃を余儀なくされてしまう。母艦形態から龍形態への変形が可能。武装はダイガンと同等の大型ビーム砲16門、2連装大型ビーム砲1門、最大の武器は、龍の口から発射する「ガンドール砲」で、発射の際に龍形態に変形する。なお、ガンドール砲は破壊兵器としての運用に加え、超空間航行のためのビーム推進など、ダンクーガを支援することも可能となっている。

### ブラックウイング
黒騎士ことアランが独自に開発した戦闘機。獣戦機ではないためアグレッシブシステムは搭載されていないが、ヒューマロイド形態への変形機能を持つ。設定上は両翼を折りたたんだキャリアモードと呼ばれる形態が存在し、イーグル以外の獣戦機を輸送することも想定されていた。
スーパーロボット大戦シリーズではダンクーガに飛行ブースターとして合体し、ファイナルダンクーガ（劇中未登場）となる。

## スタッフ
- 企画 - 春日東（旭通信社）、佐藤俊彦
- シリーズ構成 - 藤川桂介[13]
- プロデューサー - 片岡義朗（旭通信社）、加藤博、梅原勝
- 総監督 - 奥田誠治[13]
- 連載 - テレビマガジン、おともだち、たのしい幼稚園（講談社）
- キャラクターデザイン - 只野和子といんどり小屋[13]
  - 各キャラクターの担当は以下のとおり。
  - 只野和子 - 忍[14]、雅人[14]、ローラ[14]、ルーナ[14]
  - 小林早苗 - 沙羅[14]、ギルドローム将軍[14]
  - 松下浩美 - 亮[14]、ヘルマット将軍[14]
  - 吉松孝博 - シャピロ[14]、デスガイヤー将軍[14]、ビストール[15]
  - 神志那弘志 - ムゲ帝王[14]（ただし、38話、レクイエムに登場したマントの下の真の姿はやっていないとのこと、真の姿の顔の設定は羽原信義による[16]
  - 山内則康 - ルーナ[17]、地球軍の制服[14]
- メカニックデザイン - 平井寿（現・平井久司）（中村プロダクション）[13]・大張正己[13]
- OPアニメーション - 中村プロダクション（第1期）、田村英樹・佐野浩敏・合田浩章・伊藤浩二（第2期）
- 美術監督 - 新井寅雄
- 撮影監督 - 福田岳志
- 編集 - 辺見俊夫（第1話 - 第18話）、正木直幸、関一彦
- 現像 - 東映化学
- 音響監督 - 松浦典良
- 音響制作 - 現
- 音楽 - いけたけし、戸塚修
- 音楽制作協力 - 日音、EPIC・ソニー（共にノンクレジット）
- 製作 - 旭通信社 ・ 葦プロダクション

## 主題歌
※発売元はEPIC・ソニー（現：ソニー・ミュージックレーベルズ）。
オープニングテーマ
「愛よファラウェイ」（第1話 - 第33話）
歌 - 藤原理恵 / 作詞 - 松井五郎 / 作曲 - 古本鉄也 / 編曲 - 戸塚修
「ほんとのキスをお返しに」（第34話 - 第38話）
歌 - 藤原理恵 / 作詞 - 冬杜花代子 / 作曲 - 古本鉄也 / 編曲 - 戸塚修

エンディングテーマ
「バーニング・ラヴ」（第1話 - 第33話）
歌・作曲 - いけたけし / 作詞 - 松井五郎 / 編曲 - 戸塚修
「SHADOWY DREAM」（第34話 - 第38話）
歌・作曲 - 東郷昌和 / 作詞 - 冬杜花代子 / 編曲 - 戸塚修
各曲とも、TVサイズはフルサイズとは別に録音された。「ほんとのキスをお返しに」はフルサイズにはないギターソロがイントロに入る、「SHADOWY DREAM」はサビの歌い方が一部異なるなど、フルサイズからの編集では再現できない形で録音されてある。
第2期オープニング・エンディングは、TVシリーズでは終盤の5回しか放送されなかった。しかもオープニングは、変更初回は映像が一部未完成のまま、第1期OPの映像を流用する形で放送された。その後4回は完成版が流され、ビデオにも収録されているが、DVDでは第1期オープニングを流用した未完成版に全て差し替えられている。現在、ラスト4話で流された、サウンドエフェクト無し・テロップ付きの完全版が視聴可能なDVDは存在しない。OVA『失われた者たちへの鎮魂歌』では、当初からサウンドエフェクト付き・ノンテロップの完成版が使われている。

## 音楽
本作の音楽は、OVAも含めてすべていけたけしと戸塚修の共作となっている。厳密には両者の作業は分担して行われていたというが、その内訳についてはDVD-BOXのライナーノーツに「主にクラシカルな曲を戸塚、ロック調の曲をいけが手掛けた」という推察が書かれているのみで、詳細は不明。戸塚は「レノン＝マッカートニーのように、どちらが作った曲も共作とする」と決めていたと語っている。ただし、大張正己がダンクーガ初登場のシーンで使用された曲のことを「いけさんの曲」と語っている。
なお、TV版のBGMは、1985年の放送時に当時のEPIC・ソニーから「Vol.1」（1985年4月21日リリース） と「Vol.2」（1985年12月5日リリース）が発売されていたが、その後絶版となったまま、他の作品とは異なり20年以上も復刻することもなかった。殊に「Vol.2」に至ってはLPは発売されたがCD化されることもなく、完全に幻の作品だった。ところが2007年にソニー・ミュージックダイレクトが、人気投票の結果、定足数が足りると完全予約方式で復刻に移行する「オーダーメイドファクトリー」にてまず「Vol.2」の復刻が決定、10月にリリース。続いて「Vol.1」も復刻が決定し、2007年12月にリリースの運びとなった。この状況から、「失われた者たちへの鎮魂歌（レクイエム） Requiem for Victims」のサウンドトラック版のCDでの復刻も同サイトで投票が開始され、2008年3月にリリースされた。2022年現在は予約方式ではなく、同サイトで3枚とも常時注文可能な状態になっている。
一方キングレコードから発売された「GOD BLESS DANCOUGAR」「SONGS FOR DANCOUGAR」「獣戦機隊やってやるぜライブ」の3枚は現在も絶版状態である。

## 各話リスト
本作の特徴として、以下のリストに括弧内で示したように、日本語サブタイトルに附して英語サブタイトルが同時に提示されていた点が挙げられる。意味的には、日本語の直訳だったり、意訳だったり、若干のアレンジを加えたものだったり、時には37話のように日本語サブタイトルとは全く異なる意味のサブタイトルの場合もあり、法則性は無い。
| 話数        | 放送日        | サブタイトル                                                         | 脚本       | 絵コンテ                | 演出                | 作画監督                                 |
| ----------- | ------------- | -------------------------------------------------------------------- | ---------- | ----------------------- | ------------------- | ---------------------------------------- |
| 第1話       | 1985年 4月5日 | 帝国の野望 Empire's Desire                                           | 藤川桂介   | 山谷光和                | 奥田誠治 大庭寿太郎 | 上條修 羽原信義（メカ）                  |
| 第2話       | 4月12日       | 吠えろ! 獣戦機 Get your! JYUSENKI                                    | 藤川桂介   | 日下部光雄              | 大庭寿太郎          | 上條修 羽原信義（メカ）                  |
| 第3話       | 4月19日       | シャピロ! 転生 !! Reborn ! Shapirōu !                                | 寺田憲史   | 奥田誠治                | 箕ノ口克己          | 中村旭良                                 |
| 第4話       | 4月26日       | 狙われたジャミング aimed Jammingsystem                               | 武上純希   | 吉田浩                  | 吉田浩              | 只野和子                                 |
| 第5話       | 5月3日        | 最後に来た男 The man came last                                       | 高屋敷英夫 | 日下部光雄              | 栗山美秀            | つるやまおさむ                           |
| 第6話       | 5月10日       | 戦場の聖少女 Maiden in the battlefield                               | 藤川桂介   | 大庭寿太郎              | 大庭寿太郎          | 上條修 羽原信義（メカ） 大張正美（メカ） |
| 第7話       | 5月17日       | 小さな英雄 A kind of hero                                            | 武上純希   | 吉田浩                  | 吉田浩              | 小泉謙三                                 |
| 第8話       | 5月24日       | 激戦!! 思い出を囮に Trapped memories                                 | 武上純希   | 箕ノ口克己              | 箕ノ口克己          | つるやまおさむ                           |
| 第9話       | 5月31日       | アマゾン河の魔獣 Hell beast in Amazon                                | 藤川桂介   | 網野哲郎                | 網野哲郎            | 川筋豊                                   |
| 第10話      | 6月7日        | 騎士の伝説 Regend of Knight                                          | 寺田憲史   | 坂田純一                | 栗山美秀            | 羽原信義                                 |
| 第11話      | 6月14日       | 敵からの援護射撃 A covering fire of enemy                            | 藤川桂介   | 吉田浩                  | 吉田浩              | つるやまおさむ                           |
| 第12話      | 6月21日       | 目覚めるな恐竜 Don't wake up megalosaurs                             | 武上純希   | 山谷光和                | 大庭寿太郎          | 上條修 佐藤千春（メカ） 大張正己（メカ） |
| 第13話      | 6月28日       | 裏切りの町 Betray town                                               | 武上純希   | 箕ノ口克巳 葦プロ演出部 | 山谷光和            | つるやまおさむ                           |
| 第14話      | 7月5日        | ニューヨーク市街戦 Street fight                                      | 寺田憲史   | 網野哲郎                | 網野哲郎            | 川筋豊                                   |
| 第15話      | 7月12日       | 獣を超え、人超え、いでよ神の戦士（前篇） God bless the machine Act.1 | 武上純希   | 吉田浩                  | 吉田浩              | つるやまおさむ                           |
| 第16話      | 7月19日       | 獣を超え、人超え、いでよ神の戦士（後篇） God bless the machine Act.2 | 武上純希   | 山谷光和                | 大庭寿太郎          | -                                        |
| 第17話      | 7月26日       | デスガイヤーの敗北 GENERAL retire                                    | 奥田誠治   | くまざきさとる          | 山谷光和            | -                                        |
| 第18話      | 8月2日        | 神の国への誘惑 Temptation                                            | 藤川桂介   | 網野哲郎                | 網野哲郎            | 加瀬政広 貴志夫美子                      |
| 第19話      | 8月9日        | 怪奇!! 悪魔に消された部隊 Night Terror                               | 武上純希   | ゆやまくにひこ          | 大庭寿太郎          | 只野和子                                 |
| 第20話      | 8月16日       | 南風ハートブレイク Southern wind                                     | 寺田憲史   | 金子隆悠季              | 金子隆悠季          | つるやまおさむ                           |
| 第21話      | 8月23日       | 降りてきた死神 The first contact                                     | 武上純希   | 日下部光雄              | 吉田浩              | 寺東克己                                 |
| 第22話      | 8月30日       | 止まった時間 Time goes around still                                  | 武上純希   | 網野哲郎                | 金子隆悠季          | つるやまおさむ                           |
| 第23話      | 9月6日        | 殺人鬼への報復 Revenge for murder                                    | 寺田憲史   | 吉田浩                  | 吉田浩              | 上條修                                   |
| 第24話      | 9月13日       | 凱旋門燃ゆ La Marseille                                              | 武上純希   | 日下部光雄              | 根岸弘              | 只野和子                                 |
| 第25話      | 9月20日       | ヨーロッパ戦線の罠 TRAP!                                             | 寺田憲史   | 山谷光和                | 山谷光和            | 川筋豊                                   |
| 第26話      | 9月27日       | 黒騎士の秘密 The secret of velieves                                  | 寺田憲史   | 日下部光雄              | 平林淳              | 君保子                                   |
| 第27話      | 10月11日      | 妖星堕つ Gildorome's decline and fall                                | 武上純希   | 吉田浩                  | 吉田浩              | つるやまおさむ                           |
| 第28話      | 10月18日      | 獣戦基地総攻撃（前篇） General Attack I                              | 武上純希   | 日下部光雄              | 吉田浩              | 上條修                                   |
| 第29話      | 10月25日      | 獣戦基地総攻撃（後篇） General Attack II                             | 武上純希   | 網野哲郎                | 吉田浩              | 川筋豊                                   |
| 第30話      | 11月1日       | 戦場!出会い、そして別れ We meet only to part                         | 奥田誠治   | くまざきさとる          | 山谷光和            | -                                        |
| 第31話      | 11月8日       | 去りゆきし長官 After his death                                       | 寺田憲史   | 横山淳一                | 横山淳一            | 山口光瑠                                 |
| 第32話      | 11月15日      | 空からの強敵 Target                                                  | 寺田憲史   | 吉田浩                  | 吉田浩              | 上條修                                   |
| 第33話      | 11月22日      | 飛べ明日へ!! 将軍の子ら Caputure the intelligence                    | 武上純希   | 日下部光雄              | 吉田浩              | つるやまおさむ                           |
| 第34話      | 11月29日      | 故郷に別れの歌を Long goodby                                         | 武上純希   | 日下部光雄              | 吉田浩              | 鶴條修                                   |
| 第35話      | 12月6日       | 月は地獄だ!! Moon is hell                                            | 武上純希   | 吉田浩                  | 吉田浩              | 羽原信義                                 |
| 第36話      | 12月13日      | 野望の崩壊 Harmony love                                              | 寺田憲史   | 網野哲郎                | 吉田浩              | つるやまおさむ                           |
| 第37話      | 12月20日      | 暗黒の終焉 Tell Laura I Love her !                                   | 寺田憲史   | 山谷光和                | 横山淳一            | 山口光瑠                                 |
| 第38話      | 12月27日      | 最後の咆哮 Darkness and ruins                                        | 藤川桂介   | 山谷光和                | 奥田誠治            | 上條修 藤三桂（メカ）                    |
| 第39話(OVA) | 1986年4月     | 失われた者たちへの鎮魂歌 Requiem for Victims                         | -          | -                       | -                   | -                                        |

## 放送局
系列・局名と略称は放映当時のもの。太字はTBS以外の系列局。
| 放送地域       | 放送局         | 放送時間 | 系列                      | 備考                     |
| -------------- | -------------- | --- | ------------------------- | ------------------------ |
| 首都圏         | TBS            | 金曜 17:00 - 17:30 | TBS系                     | キー局 現・TBSテレビ     |
| 北海道         | 北海道放送     | 土曜 16:25 - 16:55（1985年4月6日 - 9月28日） → 土曜 16:55 - 17:25（1985年10月12日 - 12月21日） → 日曜 16:00 - 16:30（1985年12月29日、第38話のみ） | TBS系                     | [ 注釈 11 ]              |
| 岩手県         | 岩手放送       | 金曜 16:30 - 17:00 | TBS系                     | 現・IBC岩手放送          |
| 山形県         | 山形放送       | 水曜 16:30 - 17:00 | 日本テレビ系 テレビ朝日系 | [ 注釈 12 ]              |
| 宮城県         | 東北放送       | 金曜 17:00 - 17:30 | TBS系                     |                          |
| 福島県         | テレビユー福島 | 日曜 10:30 - 11:00（1987年8月 - 9月） 月曜 - 金曜 10:00 - 11:25（1988年7月 - 8月）                                                                | TBS系                     | [ 注釈 13 ]              |
| 新潟県         | 新潟放送       | 金曜 17:30 - 18:00 | TBS系                     |                          |
| 長野県         | 信越放送       | 月曜 16:00 - 16:30 | TBS系                     |                          |
| 山梨県         | テレビ山梨     | 月曜 17:20 - 17:50 | TBS系                     |                          |
| 福井県         | 福井テレビ     | 金曜 16:30 - 17:00 | フジテレビ系              | 現・福井テレビジョン放送 |
| 静岡県         | 静岡放送       | 曜日不明夕方 → 土曜 7:00 - 7:30 | TBS系                     |                          |
| 中京広域圏     | 中部日本放送   | 土曜 16:30 - 17:00 → 土曜 7:00 - 7:30 | TBS系                     | 現・CBCテレビ            |
| 近畿広域圏     | 毎日放送       | 土曜 15:30 - 16:00（1985年4月 - 8月）→ 土曜 7:00 - 7:30（1985年9月 - 1986年2月1日）                                                               | TBS系                     | [ 注釈 14 ]              |
| 岡山県・香川県 | 山陽放送       | 土曜 17:00 - 17:30 | TBS系                     | 現・RSKテレビ            |
| 広島県         | 中国放送       | 日曜 17:00 - 17:30 | TBS系                     |                          |
| 福岡県         | RKB毎日放送    | 金曜 16:00 - 16:30 | TBS系                     |                          |
| 長崎県         | 長崎放送       | 火曜 16:50 - 17:20 | TBS系                     |                          |
| 熊本県         | 熊本放送       | 火曜 17:30 - 18:00 | TBS系                     |                          |
| 鹿児島県       | 南日本放送     | 土曜 16:30 - 17:00 | TBS系                     |                          |

ローカルセールス枠だったため、TBS系でも未放送地域が多かった。

## OVA
TVシリーズは打ち切りという形で終了したが、ファンの熱い声援に応える形で断続的に続編が制作され、OVAとして発表された。

### 失われた者たちへの鎮魂歌（レクイエム） Requiem for Victims
番組中盤には既にOVAの企画があったが、この時はローラにスポットを当てた番外編的な内容になる予定だった。しかし、打ち切りが決定すると「ムゲとの決戦を無理に放送枠内に詰め込むのではなく、後からじっくり描こう」という案が浮上。TV版の最終話はダンクーガがムゲの宇宙に突入するところで終了し、その続きがOVAとして作られた。
総集編と新規に制作されたムゲとの決戦で構成されており、総集編パートは一部の台詞が変更されている。また、必殺武器「断空剣」が初登場した。獣戦機隊の物語は、ここで一度終了する。
なお、クレジットには原画でしか表示されていないが、新規パートのメカ作画監督は大張正己が担当している（BD-BOX01の本人のインタビューの発言）。そのインタビューにて、ザンガイオーのほかに、断空剣、ムゲ魔宮、ムゲの霊波砲のデザインをしたと語っている。
また、ザンガイオーの名付け親も大張で、当初は「ダンガイオー」を考えており、その名前は後にバンダイビジュアルから出たOVAで日の目を見ることになる。断空剣の他に対になるシールドもデザインされたが、本編で使うことはなかった。
メカ以外のムゲ側の作画監督は羽原信義が担当した。
LD-BOXには総集編パートをカットした形で収録されていたが、DVDでは本来の形に戻されている。
主題歌
オープニングテーマ「ほんとのキスをお返しに」
歌 - 藤原理恵（EPIC・ソニー）
エンディングテーマ「SHADOWY DREAM」
歌 - 東郷昌和（EPIC・ソニー）
挿入歌「ディアダンサー」
歌 - 藤原理恵（EPIC・ソニー）
実際は本編終了後に「ディアダンサー」が流れ、その途中からエンドロールの形でスタッフ・出演者のクレジットが流れる構成になっており、オープニングとエンディングはクレジットが入らない。

### GOD BLESS DANCOUGA
ムゲとの決戦から1年後を舞台に、密かに地球を狙う魔の手によって追い詰められた獣戦機隊がアランの意志を受け継いだゲリラチーム「バンディッツ」の協力を得て戦う。
劇場公開を予定して作られたが、諸般の事情によりOVAとして発表されることになった。本作からダンクーガは強化改造型となり、獣戦機と合わせてデザインが変更された。また、必殺技「断空光牙剣」は（アニメでは）今回のみ使用。
サウンドトラックCDの発売元がEPICソニーからキングレコード・スターチャイルドレーベルに変更されたため、劇中で使用された楽曲はすべて新たに録音されている。OVAの発売に先駆けて主演声優陣によるユニット《獣戦機隊》が結成され、全国4都市で行ったライブを収録したアルバムとビデオ・LDも発売された。その後OVAの発売に合わせて《獣戦機隊》の歌うOVA挿入歌がシングル化されたほか、シングル収録曲の別テイクヴァージョンとメンバー・ゲストのソロ曲、OVA主題歌を収録したアルバム『超獣機神ダンクーガ SONGS FOR DANCUGAR』も発売。
クレジットはされていないがメカニックデザインとして大畑晃一が参加し、内蔵式ウイングや断空砲のデザインおよびギミック設定、中盤に登場する再生ムゲの尖兵グザードのデザインを担当している。この他ダンクーガの全身の設定画（TVシリーズでの大張正己によるシルエットをさらに重厚かつメカニカルに整えたイメージで、内蔵式ウイングに合わせて全身各所にスラスターノズルを追加している）も描いているが、これはメカ作画監督を担当した佐野浩敏が全体的にスリムで有機的なフォルムでスタイリングを統一したため、スラスターノズルの位置以外ほとんど反映されていない。大畑は後にユージンがダンクーガをカプセルトイにした際に監修として参加しており、この商品にラインナップされたダンクーガはこのGOD BLESS版大畑稿に近いシルエットになっている。
大張正己も本作に原画で参加している。一緒に作業した合田浩章と名前を混ぜて、「合張浩己」名義（一種の連名）でクレジットされている。
主題歌
オープニングテーマ「愛は奇蹟（ミラクル）」
歌 - 花奈（キングレコード）
エンディングテーマ「素直になりたい」
歌 - 花奈（キングレコード）
挿入歌「戦士の告白」「残酷な童話（フェアリーテール）」
歌 - 獣戦機隊（矢尾一樹・山本百合子・中原茂・塩沢兼人）（キングレコード）

### 白熱の終章
新たなる侵略者「ディラド」が出現。これに対抗するため、解散していた獣戦機隊が再び招集される。死んだと思われていたシャピロが復活、獣戦機隊は戦いだけではなく過去の因縁とも改めて決着を付けなければならなくなる。内容的には『GOD BLESS DANCOUGA』の続編だが、前作とは対照的に重苦しい空気が全編を覆っている。
ダンクーガのデザインは、それまでと比べて線が極端に省略されている。制作側としては、TV版のデザインは当時としては異例に線が多く、動かすのが難しかったため、作画の手間を考慮してのこと。
BGMは再びEPICソニーの音源が使用されたが、新曲は制作されず、主題歌も含めすべて旧作からの流用で賄われている。
1998年5月25日に、全4話を1巻にまとめた廉価版が発売された。
主題歌
ACT 1-3「ためらいにピリオド」
歌 - 山本百合子
ACT 4「バーニング・ラヴ」
歌 - 獣戦機隊

#### 各話リスト
| 話数  | サブタイトル | 脚本     | 絵コンテ   | 作画監督 |
| ----- | ------------ | -------- | ---------- | -------- |
| ACT 1 | 魔人転生     | 寺田憲史 | 加戸誉夫   | 武田一也 |
| ACT 2 | 超獣魔境     | 寺田憲史 | 加戸誉夫   | 吉田徹   |
| ACT 3 | 壊滅双曲線   | 寺田憲史 | 石山タカ明 | 吉田徹   |
| ACT 4 | 呪縛の終焉   | 寺田憲史 | 加戸誉夫   | 後藤正行 |

## 小説版
- ゴッド・ブレス・ダンクーガ-神の戦士たちへの賛歌-（1987年、近代映画社）
  - 園田英樹著
  - 『GOD BLESS DANCOUGA』のノベライズ
- 獣機神曲（1990年、勁文社）
  - 奥田誠治原案、滝沢一穂著
  - 『白熱の終章』の続編。司馬亮が主人公。
  - 敵は数々の異星人との戦いの裏で戦力を蓄えていたナチス残党武装組織となっている。

## その他

### 超獣機神ダンクーガ SONG SPECIAL 獣戦機隊SONGS
1986年に発売されたミュージックビデオ。TVシリーズの主題歌・挿入歌に新曲を加えた全6曲を収録している。映像はTVシリーズのものを再編集して使用しているが、「ALONE 孤独の戦士」と曲間に挿入されるショートアニメは完全新作。

#### 収録曲
1. バーニング・ラヴ（歌 - 獣戦機隊）※曲自体は既存のものだが、獣戦機隊のボーカルによるものは新録音。
2. 愛よファラウェイ（歌 - 藤原理恵）
3. ほんとのキスをお返しに（歌 - 藤原理恵）
4. SHADOWY DREAM（歌 - 東郷昌和）
5. ためらいにピリオド（歌 - 山本百合子）
6. ALONE 孤独の戦士（歌 - 獣戦機隊 with 池毅）※新曲

### 獣戦機隊ライブビデオ やってやるぜ!
1987年1月18日に行われた、獣戦機隊を演じた声優によるライブを収録。

## ディスコグラフィ

### シングル
※曲名はジャケットの表記に準じた。
- 愛よファラウェイ / バーニング・ラヴ（1985年3月21日、EPIC）
- ハーモニーラヴ / 夢色My Lover（1985年7月21日、EPIC）
- ほんとのキスをお返しに / いたずら好きなそよ風（1985年10月2日、EPIC）
- SHADOWY DREAM / ためらいにピリオド（1985年10月21日、EPIC）
- 悪いのはマガジン / ディアダンサー（1986年、EPIC）
- 戦士の告白 / 残酷な童話（1987年1月1日、キングレコード）
- 愛は奇跡 / 素直になりたい（1987年3月21日、キングレコード）

### アルバム
※DANCOUGARの表記は当時の商品名に準じた。
- 超獣機神ダンクーガ BGMコレクションVol.1（1985年4月21日、EPIC）
- 超獣機神ダンクーガ BGMコレクションVol.2（1985年12月5日、EPIC）
- 超獣機神ダンクーガ BGMコレクションスペシャル 失われた者たちへの鎮魂歌（1986年5月、EPIC）
- 獣戦機隊 YATTEYARUZE LIVE（1987年3月21日、キングレコード）
- 超獣機神ダンクーガ GOD BLESS DANCOUGAR オリジナルサウンドトラック（1987年4月21日、キングレコード）
- SONGS FOR DANCOUGAR（1987年5月21日、キングレコード）

## DVD・BD
バンダイビジュアル（現・バンダイナムコアーツ → バンダイナムコフィルムワークス）より発売。『獣戦機隊SONGS』以外はデジタルリマスターでの収録。なお、ブルーレイディスクもほぼ同じ構成で発売された。
- 超獣機神ダンクーガ DVD COMPLETE BOX 1（2000年10月25日）
  - TVシリーズ第1話から第18話までと『GOD BLESS DANCOUGA』、『獣戦機隊SONGS』、映像特典として第1期OP/EDのノンクレジット版と『マシンロボ クロノスの大逆襲』のパイロットフィルムを収録。解説書には奥田誠二と只野和子のインタビューを収録。
- 超獣機神ダンクーガ DVD COMPLETE BOX 2（2001年1月25日）
  - TVシリーズ第19話から最終話までと『失われた者たちへの鎮魂歌』、『白熱の終章』、映像特典として『白熱の終章』ACT4 EDのノンクレジット版とDVD-BOXの発売告知を収録。解説書に羽原信義、大張正己、平井寿（久司）、松尾慎、伊藤浩二、佐野浩敏のインタビューを収録
- 超獣機神ダンクーガ Blu-ray Disc BOX 1（2008年12月19日）
  - TVシリーズ第1話から第18話までと『GOD BLESS DANCOUGA』、『獣戦機隊SONGS』、映像特典として第1期OP/EDのノンクレジット版を収録。ブックレットには矢尾一樹、山本百合子、大張正己、羽原信義のインタビューを掲載。
- 超獣機神ダンクーガ Blu-ray Disc BOX 2（2009年2月20日）
  - TVシリーズ第19話から最終話までと『失われた者たちへの鎮魂歌』、『白熱の終章』、映像特典として『白熱の終章』ACT4 EDのノンクレジット版を収録。
- 超獣機神ダンクーガ（2005年9月、全10巻、レンタル専用）
  - TVシリーズ全38話と『失われた者たちへの鎮魂歌』を収録。
- 超獣機神ダンクーガ 40th anniversary Blu-ray Box（2025年3月26日）
  - TVシリーズ全38話と『失われた者たちへの鎮魂歌』、『GOD BLESS DANCOUGA』、『白熱の終章』、『獣戦機隊SONGS』を収録。

## 英語表記の混乱
ダンクーガの英語表記は、アニメ本編では「DANCOUGA」となっているが、放送当時の関連商品などでは「DANCOUGAR」と書かれることが多かった。R付きの表記は放送終了後も様々なところで使用された。「GOD BLESS DANCOUGA」ではタイトルロゴはR無し、本編中の表記はR付きとなっており、二種類の表記が一つの作品の中で混在している。この件について、当時のスタッフは「R付きの表記は玩具の商標登録の際の"行き違い"だった」と語っている。DVD-BOXの製作時にこの証言が得られたことから、それ以降はR無しが正式な表記となっている。
「白熱の終章」の廉価版のパッケージには「DANCOUGER」と書かれている。
「超獣機神ダンクーガ」の英語表記は以下のとおり。
- 日本「GOD BLESS THE MACHINE DANCOUGA」
- 海外「Dancougar - Super Machine Beast God」

## スーパーロボット大戦シリーズにおける扱い
「スーパーロボット大戦シリーズ」はバンダイナムコエンターテインメントがリリースしているゲーム。概要の節で言及したとおり、本作に不定期に登場しており、アニメでは使用されなかったダンクーガの形態・必殺技が公開されたり、アニメでは実現していない『ダンクーガノヴァ』との共闘を成し遂げるなど、独自の展開を見せている。

## 関連作品
漫画『超獣機神ダンクーガBURN』（長谷川裕一）
1997年から1998年にかけて、月刊少年エース増刊・エースダッシュに連載された。単行本は全2巻。獣戦機4機の合体で誕生する巨大ロボットが地球を侵略する異星人と戦うという点以外は、ほぼ原作と無関係のオリジナル作品。
長谷川裕一研究本「オタクの遺伝子」に掲載されたインタビューによると、元々は葦プロのロボットアニメリメイク企画の第2弾（第1弾は『VS騎士ラムネ&40炎』）の一環としてコミック連載が始まったものの、アニメ企画が立ち消えになって漫画だけが浮いた形になったとのこと。
テレビアニメ『獣装機攻ダンクーガノヴァ』
2007年2月15日よりアニマックスで放送された新作。本作の正式な続編だが、舞台は本作の200年後となっており、内容的な繋がりはあまり無い。

## 関連商品
- 本放送時にはバンダイ提供のロボットアニメということで、超合金でDXとスタンダード、2種類の商品が発売された。DX超合金は獣戦機の変形がほぼ設定どおりに再現され、ダイガンも一体成形ながら付属するなどDXの名に恥じないボリュームではあったものの、4機のメカの大きさの比率もほぼ設定通りのため、ダンクーガに合体させた状態では頭でっかちの状態になる。スタンダードは廉価で合体ギミックがない分、比較的バランスの取れたフォルムになっていた。こちらにもダイガンが付属する。ブラックウイングについても雑誌「B-CLUB」での特集で、バンダイが作成した図面が掲載されるなど商品化が検討されていたが、放送短縮に伴い商品企画は立ち消えたようである。
- プラモデルの発売も予定されており、当時の見本市では変形合体機構を省いたダンクーガが展示されていた。
- 1999年10月にはユージンからカプセルトイ「超獣機神ダンクーガ リアルフィギュアコレクション」が発売。各獣戦機のアグレッシブビーストモード（イーグルファイターはキャノピーを赤く塗ることで再現）と断空剣を構えたダンクーガの5種で、それぞれ彩色版とクリア版で計10種となる。2001年2月には同じくユージンからカプセルトイ「懐ロボミュージアム6 超獣機神ダンクーガ編PART2」が発売された。各獣戦機のAGTマシンモードとOVA版ウイングブースター装着のダンクーガ、ブラックウイングの戦闘機モードの6種が彩色版とクリア版で全12種。2016年に発売された「プロダクションリード・ロボットコレクション」の3種のうちの1種（他はゴーショーグンとバルディオス）として第1弾の彩色変更版のダンクーガがラインナップされている。
- 2003年2月には、超合金魂にダンクーガがラインナップされた。商品番号はGX-13。大張正己の監修に加え、マニア向け故に商品ボリューム＝大きさや様々な機構が価格に反映するという問題点がクリアされたため、アニメ本編をイメージさせるスタイリッシュなフォルムと変形・合体ギミックを両立させたウイングブースターや各マシン用の武器に分離可能なダイガン、断空剣といった付属品も豊富。全体のカラーリングがメタリック調な通常販売版のほか、アニメのカラーリングに準じたリアルカラー版（商品番号は当初はGX-13Rだったが、リニューアル版の発売に伴い、暫定的にGX-13RCに変更）も限定販売された。また、2017年10月にリニューアル版（商品番号はGX-13R）が発売、形状重視の非変形頭部が新規で付属するほか、ウイングブースターのジョイント構造が見直され、本体のダークグレーが明るめの彩色に変更された。ダンクーガの肩も一回り小さいサイズに変更されたが、軟質樹脂製のビッグモスのパルスレーザーとランドクーガーの主砲の砲身は変更されず、後発商品では再現されているブースターのビームキャノンの可動も再現されていない。
- ギガブレインでは数度に渡り商品化している。いずれの商品も合体機構を省いた分、細部のディテールにまでこだわった造形である。『GOD BLESS』作画版を再現したアクションフィギュア「リアルアクションロボ004 超獣機神ダンクーガ」は、雑誌ハイパーホビー誌上の限定受注品も存在。「GIGA合金001 ファイナルダンクーガ」はその商品名が示す通りの合金トイで、ブラックウイングとの合体を再現。ファイナル断空砲も再現可能である。ダンクーガは前述の「リアルアクションロボ」の頭部と腰部を改修の上で一部合金化したもの。ブラックウイングも戦闘機状態のみだがアクションフィギュアにも合体可能となっている。
- 海洋堂の「リボルテック・ヤマグチ」シリーズに2009年10月にダンクーガがラインナップされた。山口勝久がシャープかつマッシヴなスタイリングに仕上げている。断空剣が付属するほか、断空砲フォーメーションも再現可能。ブースターは付属しないが、海洋堂のホームページでペーパークラフトとしてダウンロードすることができた。
- やまとからはロボット・アクションフィギュアシリーズ「群雄」の中でも可動を重視した「群雄【動】」の第7弾としてダンクーガが登場。この手の商品には珍しく全身のスタイリングはテレビシリーズの設定を踏襲していて、他の商品との差別化が図られているのが特徴となっている。断空剣が付属する。
- バンプレストからはスーパーロボット大戦シリーズ関連のアミューズメント用景品としてアクションフィギュアが発売された。
- アートプレストからは「インジェクションガレージキット スーパーロボット大戦α02【ダンクーガ】」の名称でノンスケールのプラモデルキットが発売された。
- ガレージキットメーカーのムサシヤは、OVA『GOD BLESS』の展開に合わせてガレージキットをリリースした。原型は三枝徹。佐野作画版のスマートなフォルムを再現しつつ全身の各関節が稼動するダンクーガのほか、マシン&ビーストと各関節が稼動するヒューマロイドに加えてダンクーガの頭部にも変形が可能な1/48イーグルファイターDX、マシン形態固定の1/72イーグルファイターの3種。いずれも絶版。
- 2015年に千値練から完全受注生産品で『METAMOR FORCE』レーベルからダンクーガとブラックウイングが発売されている。ダンクーガは大張正己版のデザインを採用し、イーグルのビームガン・クーガーとライガーのブラスターガン・モスのビームランチャーにはダイガンへの合体機能も備わっている。各アグレッシブマシンの合体機構は一部が変更されている。終盤登場の飛行用ブースターにも主翼の後退機能が再現され、超合金魂では再現されなかったビーム砲の可動も再現されている。ブラックウイングは完全変形を実現、ファイナルダンクーガの合体も可能[注釈 16]。なお、ダンクーガは当初の発売予定が一月遅れて販売された[29]。サイズアップされたイーグルファイターも完全変形仕様で発売されている。
- スーパーミニプラより2019年9月23日に一般販売された。ランドクーガー、ランドライガー、ビッグモスは一部差し換えによりタンクモード、ビーストモード、ヒューマノイドモードが再現可能。イーグルファイターはファイターモード、ヒューマノイドモードの2種類が付属。一部差し換えによりダンクーガへの合体も可能。ダイガンの合体機能も再現している。飛行用ブースターも付属している。2020年5月にはプレミアムバンダイ限定でブラックウィングが限定販売され、一部差し換えによりファイターモード、ヒューマノイドモードが再現可能。専用パーツを使用してファイナルダンクーガに合体可能。2025年5月26日にはSMP ALTERNATIVE DESTINYよりダンクーガの状態で発売された。獣戦機への分離は不可。
- 2023年5月にグッドスマイルカンパニーのメカスマTHE合体シリーズとして「THE合体 HAGANE WORKS ダンクーガ」[30]が発売されている。大張正己による最新デザインをベースにしたアレンジが施されており、シルエット的には原点回帰的なものとなっている。機構的には差し替え無しでの全獣戦機の完全変形・合体を再現、これまでのトイよりもさらに一回り大きくなったことによってダンクーガの手指の可動や、イーグルの可動の充実、肩や胸の板パーツの形状変更機能も加わり、好みのスタイルにすることが可能になった。ブースターやダイガン、断空剣、スタンド付属。2026年1月にはダイリューガも発売予定であり差し替えなしでアルティメットダンクーガに合体可能。